# Batolito costero de Chile central

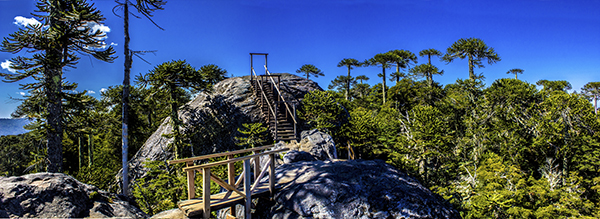
Araucarias creciendo sobre las rocas del batolito costero en la cordillera de Nahuelbuta

El batolito costero de Chile central es un grupo de plutones en la cordillera de la Costa de Chile Central, que aparece contiguamente desde los 33° S hasta los 38° S. A una latitud de 40° S, un grupo periférico de plutones del batolito aparece en una posición más hacia el este en dirección a la cordillera de los Andes.
Junto con el batolito de Elqui-Limarí y el batolito de Colangüil, el batolito costero de Chile central es un remanente de los arcos volcánicos que hicieron erupción el material volcánico del grupo Choiyoi. Durante el Pérmico, la zona del magmatismo del arco se movió desde el batolito costero unos 350 km tierra adentro hasta San Rafael, hace unos 280 millones de años.
El batolito está emplazado en medio de rocas metamórficas pertenecientes a un complejo acrecionario paleozoico. Las partes septentrionales del batolito se encuentran invadidas por gabros jurásicos.
Las rocas del batolito pertenecen a la serie de magma calcoalcalina.